# Macrozamia conferta
Macrozamia conferta är en kärlväxtart som beskrevs av David Lloyd Jones och Paul Irwin Forster. Macrozamia conferta ingår i släktet Macrozamia och familjen Zamiaceae. IUCN kategoriserar arten globalt som sårbar. Inga underarter finns listade i Catalogue of Life.